# Caffè Florian

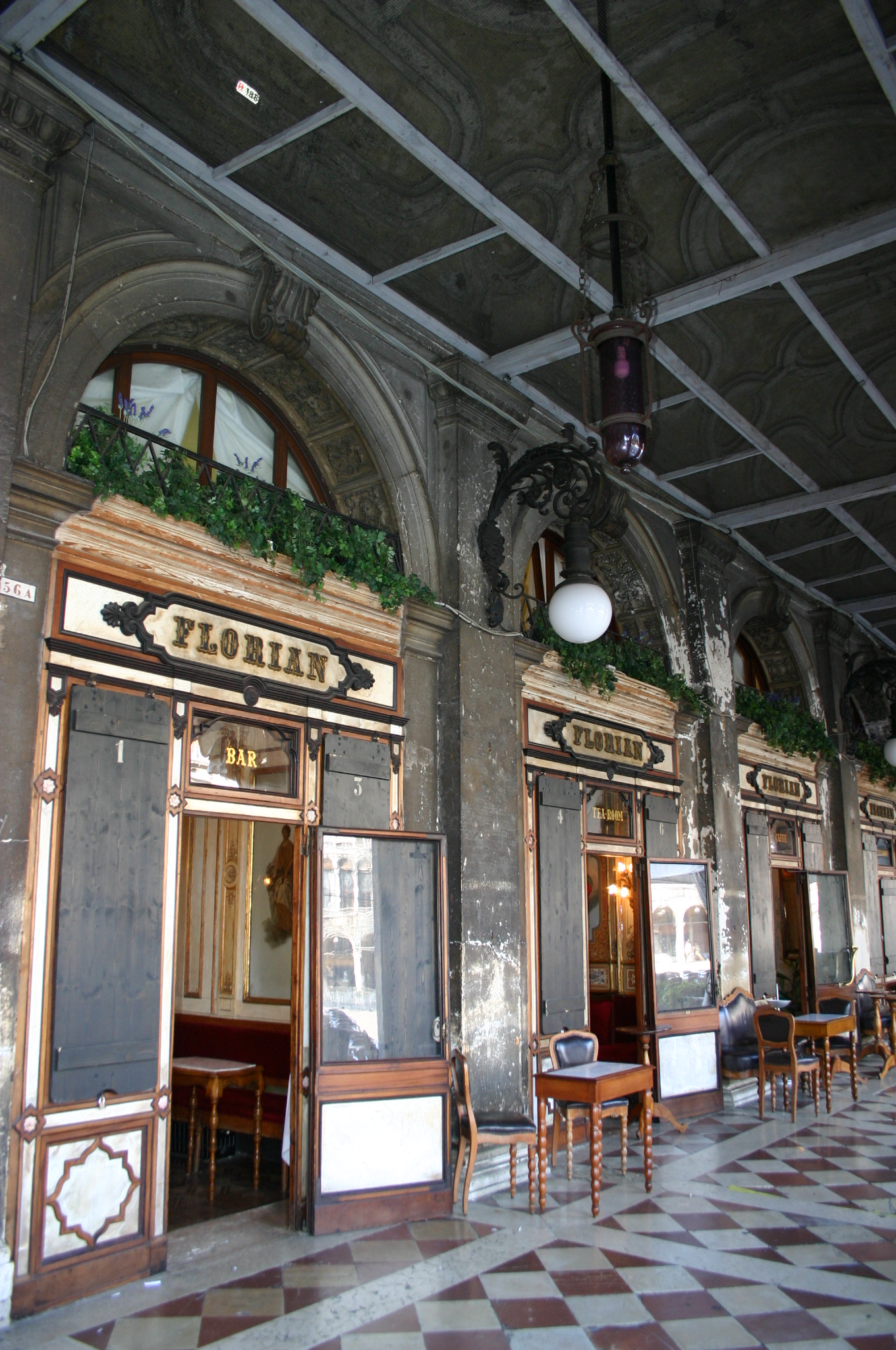
Fassade des Florian

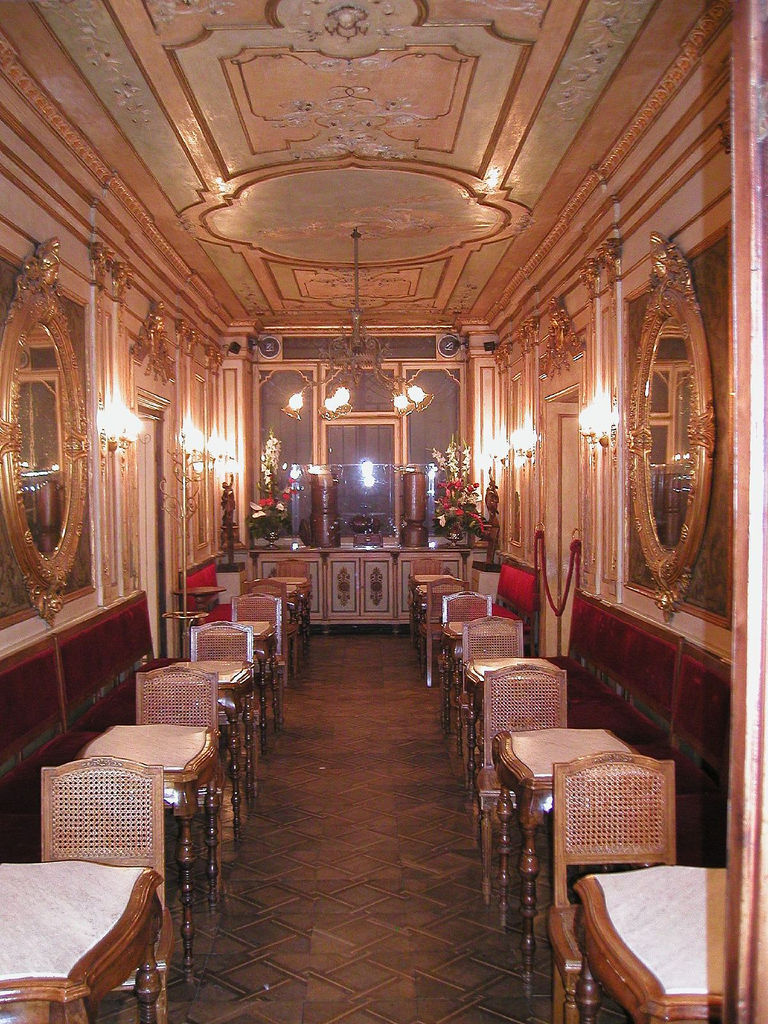
Innenansicht des 1858 neu eingerichteten Cafés

Das Caffè Florian ist ein berühmtes venezianisches Kaffeehaus auf der Piazza San Marco. Es wurde am 29. Dezember 1720 unter den Arkaden der Procuratie Nuove eröffnet und bewahrt bis heute viel vom Dekor des 19. Jahrhunderts. Es ist Italiens ältestes Kaffeehaus. Das Florian diente ähnlich den späteren Kaffeehäusern als Treffpunkt von Künstlern und Intellektuellen, heute allerdings hauptsächlich von Touristen.

## Geschichte

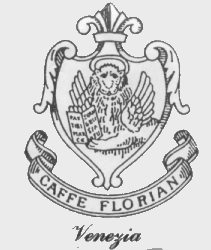
Das Wappen des Caffè Florian

In Venedig wurde Kaffee durch Händler aus dem Osmanischen Reich bekannt. Seit 1638 wurde Kaffee zwar verkauft, jedoch sah man es eher als Medizinalie an. 1676 beschäftigte sich der Senat erstmals mit dem öffentlichen Ausschank des Getränks. 1683 entstand, nachdem Kaffee zuvor nur in apoteche verkauft worden war, unter den Neuen Prokuratien ein erstes Kaffeehaus, im Jahr 1700 folgten zwei weitere unter den Neuen und den Alten Prokuratien. In London, wo die Entwicklung etwas früher eingesetzt hatte, bestanden um 1700 bereits mindestens 2000 Kaffeehäuser, worunter man einfache Ausschankstätten für das Getränk verstand.

### Cafébetrieb der Familie Florian (1720 bis 1858)
Am 29. Dezember 1720 folgte an der Stelle des heutigen Florian eine weitere Gründung. Besitzer des Lokals war der Cafétier Floriano Francesconi. Er nannte seine Bottega del caffè zunächst Alla Venezia Trionfante. Es bürgerte sich aber ein, das Café bloß nach dem Vornamen des Besitzers zu benennen, daher hieß es bald nur noch „Florian“. Es war immer noch eine einfache Ausschankstätte mit zwei Öllampen, doch gelang es, Adlige für den Besuch des Hauses zu gewinnen. Dafür war die Lage bestens geeignet, denn zahlreiche Ratsgremien, einschließlich des Großen Rates versammelten sich regelmäßig im nahe gelegenen Dogenpalast, Behörden saßen in den Prokuratien. Zudem kopierte man bald nicht die einfachen Londoner Kaffeehäuser, sondern die ganz anders gearteten Pariser Cafés. Man bot dementsprechend zusätzlich Speisen und alkoholische Getränke an und ließ Frauen zu. Im Gegensatz zu London zogen die Cafés in Venedig weniger an kommerziellen Transaktionen und Informationsaustausch interessierte Händler an, als die politische und philosophische Elite der Stadt. Daher entstammte das Publikum eher dem politisch führenden Adel der Stadt.
Floriano Francesconis Neffe Valentino, der das Kaffeehaus nach dem Tod seines Onkels 1773 übernahm, ging auch offiziell vom ursprünglichen Namen ab. Als die Franzosen die Stadt besetzten, entfernte er das noch immer vorhandene Schild mit dem ursprünglichen Namen, wohl weil er angesichts der darin steckenden Anmaßung Schwierigkeiten mit den neuen Stadtherren fürchtete. 1775 gründete Giorgio Quadri di Corfù auf der anderen Seite des Platzes das Caffè Quadri, das gleichfalls noch heute besteht. Als letzter seiner Familie übernahm Valentinos Sohn Antonio ab den späten 1820er Jahren das Florian.
Das Florian wurde in der ersten Hälfte des 19. Jahrhunderts zum Treffpunkt der italienischen Patrioten, während sich die „Österreicher“ im Quadri trafen. 1848 war das Florian eines der Agitationszentren gegen die Habsburgerherrschaft.

### Neue Besitzer, Umbau, Erweiterung (ab 1858)

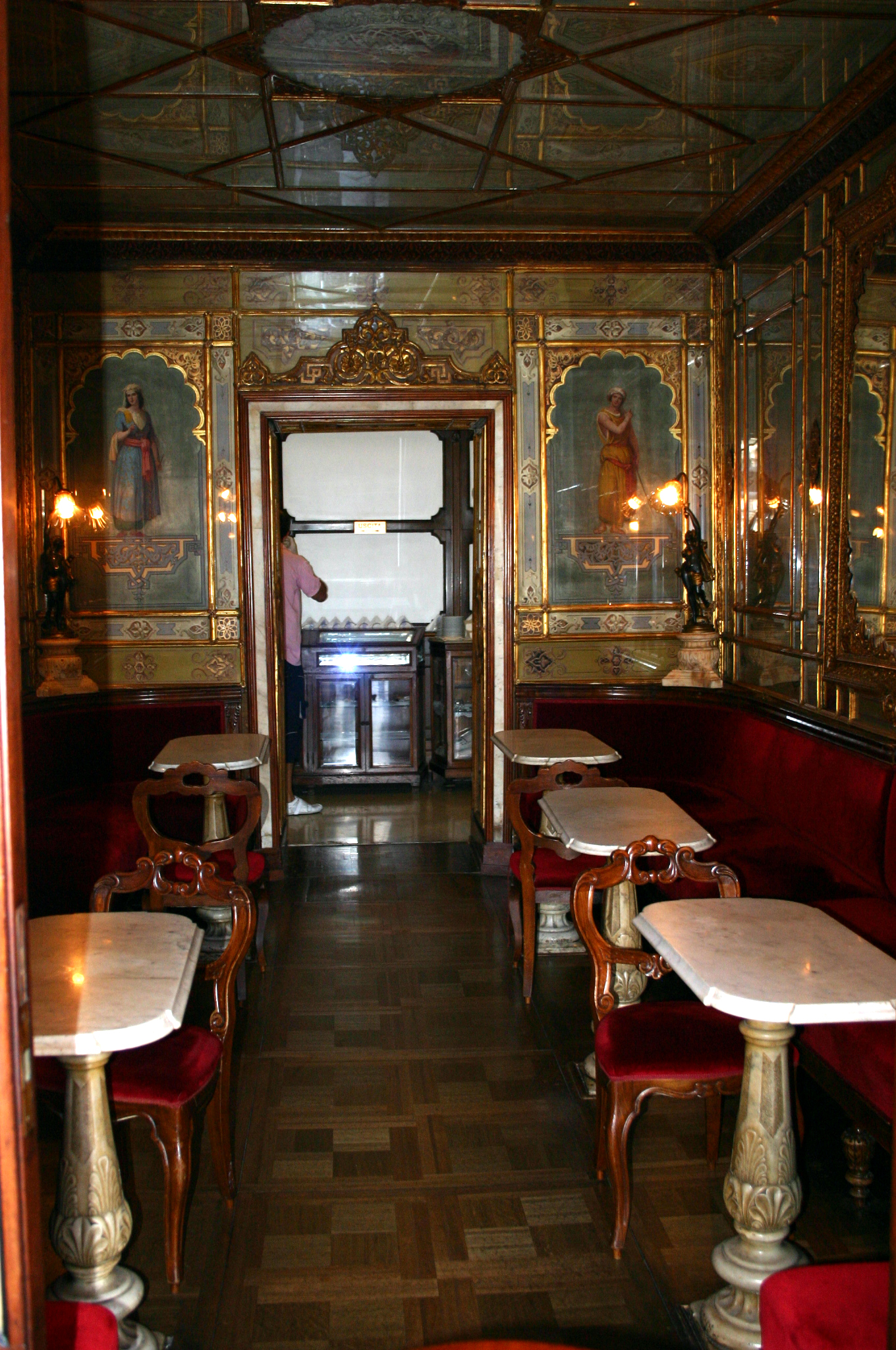
Caféraum

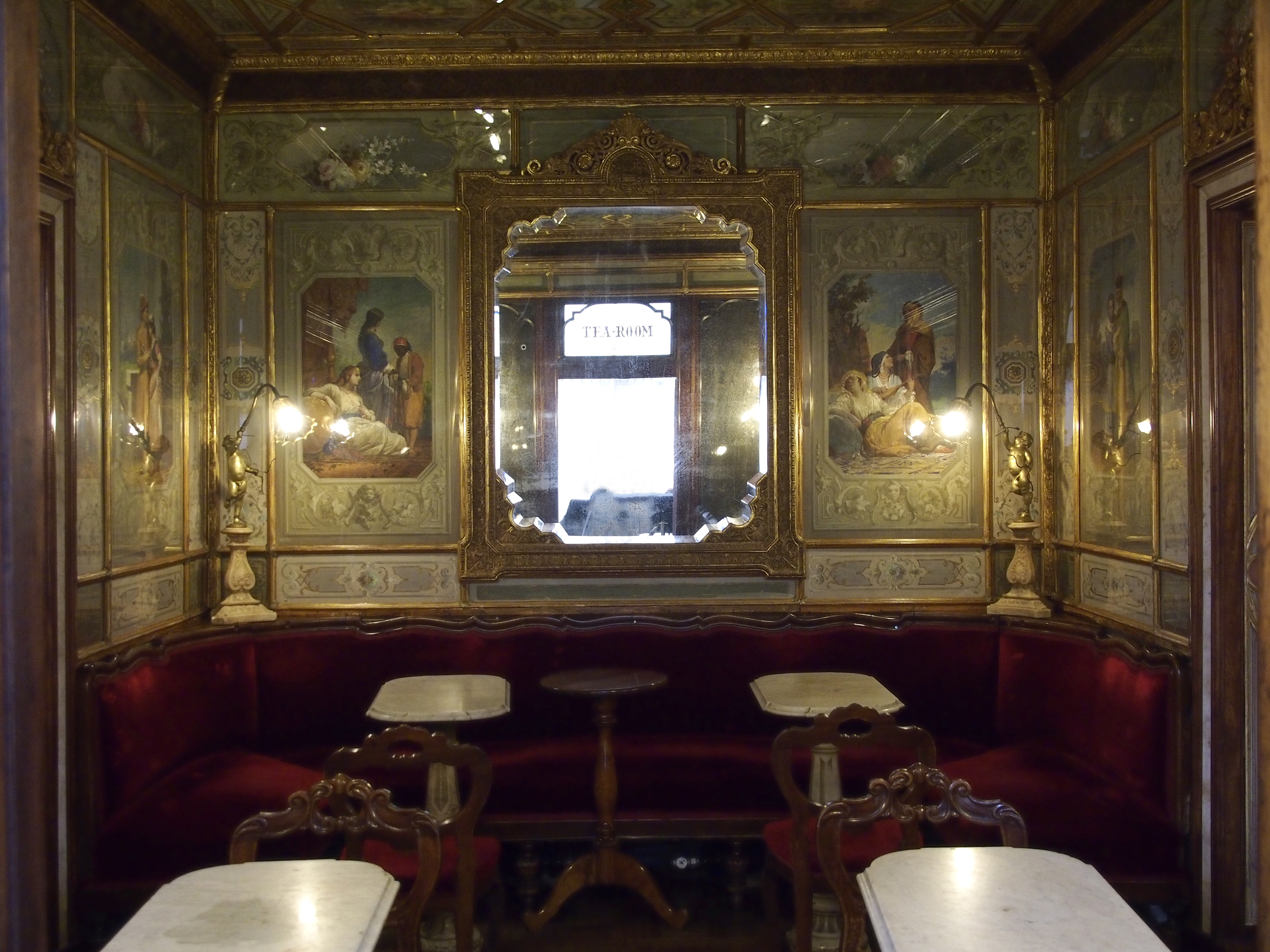
Teeraum

Nach dem Verkauf des Cafés im Jahr 1858 nahmen die neuen Eigentümer Vincenzo Portù, Giovanni Pardelli und Pietro Boccanello eine komplette und kostspielige Umgestaltung des Lokals vor. Der ‚Raum der Senatoren‘ erhielt allegorische Wandbilder, die ‚Naturwissenschaft und Fortschritt‘ darstellten, daneben wurden ein 'griechischer' und ein ‚persischer‘ salonartiger Raum geschaffen, ein chinesischer und ein orientalischer Raum, sowie eine Sala degli Uomini illustri, der 2012 restauriert wurde. Dort entstanden Porträts von Carlo Goldoni, Enrico Dandolo und Marco Polo, Pietro Orseolo, Francesco Morosini, Paolo Sarpi, Tizian, Andrea Palladio, Vettor Pisani. Die Sala delle stagioni, auch Sala degli Specchi (Saal der Spiegel) genannt, zeigte vier Frauen als Repräsentanten der Jahreszeiten. Es gab bereits um 1860 ein Zimmer für Damen, in dem nicht geraucht werden durfte. Anfang des 20. Jahrhunderts kam die Sala Liberty hinzu.
1893 entwickelte Bürgermeister Riccardo Selvatico mit Freunden im Florian die Idee einer Kunstausstellung, aus der die Biennale hervorging. Im Juli 1943 hielt, nachdem Mussolini gestürzt worden war, der Widerstandskämpfer Armando Gavagnin auf einem der Stühle des Florian stehend, eine flammende Rede. Zuvor war er auf Schultern über den Markusplatz getragen worden. Ihm gelang es, den Flottenkommandanten davon zu überzeugen, antifaschistische Gefangene freizulassen. Gavagnin wurde 1958 Bürgermeister Venedigs.

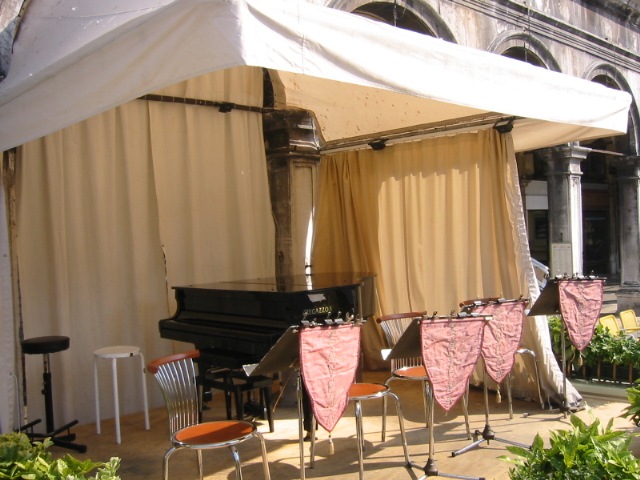
Bühne hin zur Piazza San Marco

Diese Ausgestaltung und Erweiterung um zwei Räume, die die drei neuen Besitzer dem Architekten Ludovico Cadorin von der Accademia di belle arti di Venezia übertrugen, ist im Wesentlichen bis heute erhalten. Etwa von April bis September, häufig auch noch im Oktober befindet sich eine Bühne vor dem Florian, auf der vor allem Pianisten auftreten.
Zu den berühmten Besuchern des Florian zählten Goethe, Lord Byron, Honoré de Balzac, Giacomo Casanova und Marcel Proust aber auch Richard Wagner, Thomas Mann, Hugo von Hofmannsthal, Jean Cocteau und Jorge Luis Borges.
Heute gehört das Florian zur Gruppe „Fendi“, einer bedeutenden Mode-Dynastie.